# Confraria (catolicismo)

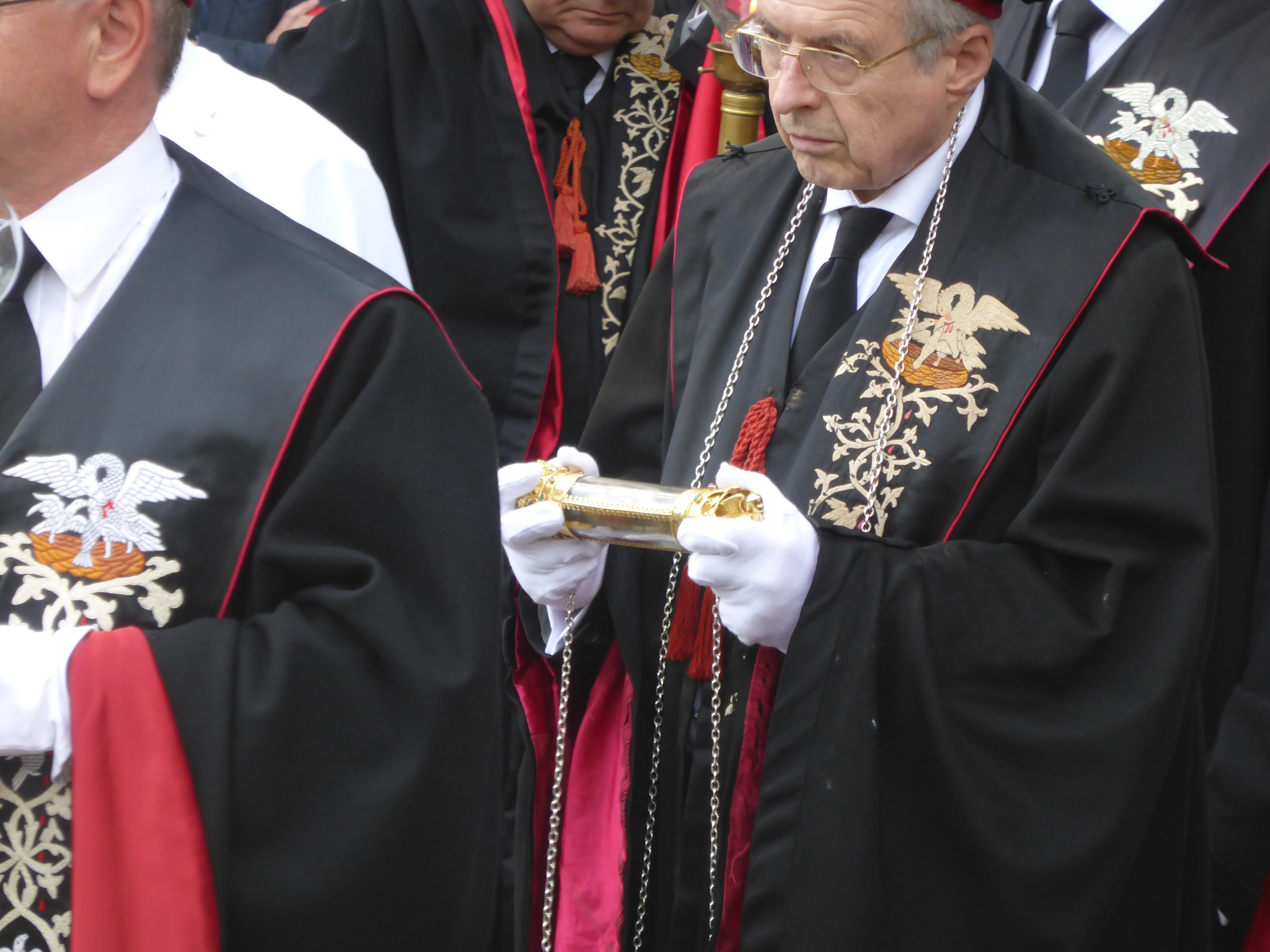
Procissão da Irmandade do Preciosíssimo Sangue em Bruges em maio de 2015.

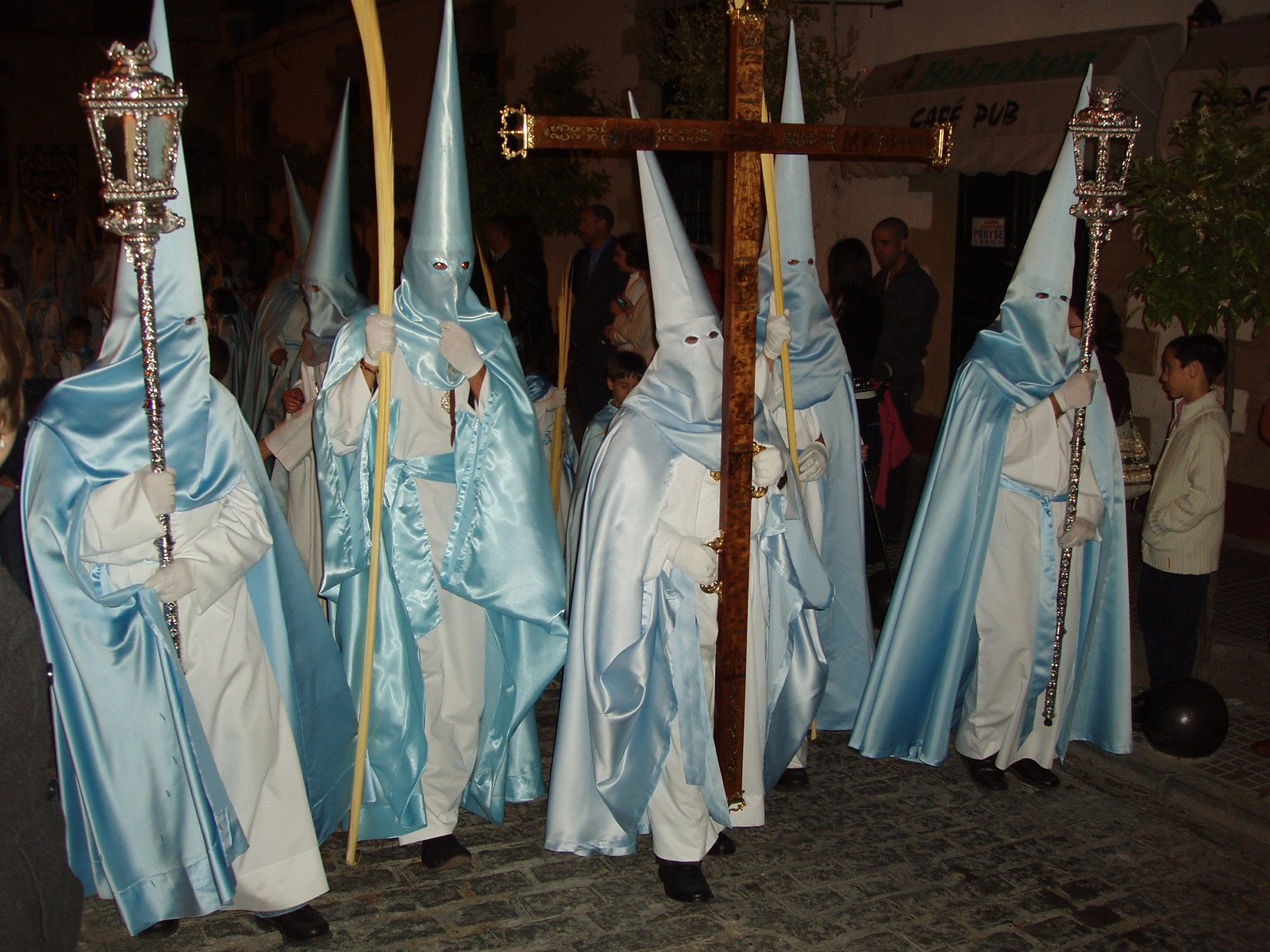
Confraria na Semana Santa de El Puerto de Santa María, Cádis, Espanha.

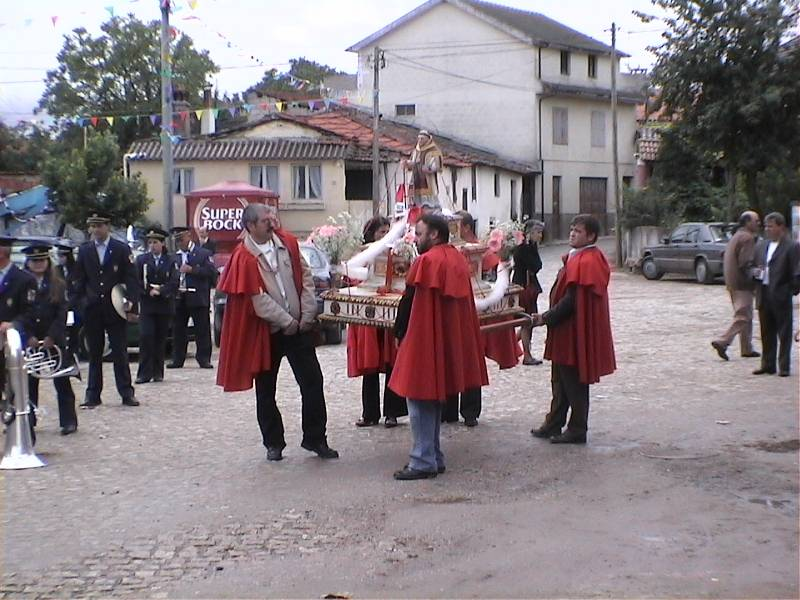
Procissão da festa de São Lourenço em Paredes, Portugal.

Confrarias, irmandades ou ordens terceiras são associações religiosas de leigos no catolicismo tradicional, que se reuniam para promover o culto a um santo, representado por uma relíquia ou imagem. Estas associações agrupavam-se geralmente por vizinhança. Sua característica principal é o caráter leigo no culto católico. Surgiram na Europa durante a Idade Média e espalharam-se nas colônias portuguesas. Foram um elemento importantíssimo da vida na América. No Brasil, as confrarias de negros estão na origem de cultos afro-brasileiros como as irmandades dos homens pretos, o candomblé e o maracatu.
Confrade/confreira, correligionário/correligionária, ou simplesmente irmão/irmã são os vocábulos utilizados para se referir aos membros de uma confraria de qualquer religião ou política.
Segundo Riolando Azzi, existem dois tipos principais de confrarias: as irmandades e as ordens terceiras. Ambas surgiram na Idade Média. As irmandades derivam das antigas corporações de artes e ofícios. As ordens terceiras são vinculadas a ordens religiosas medievais como as franciscanas, as carmelitas e aos dominicanos.

## Irmandades

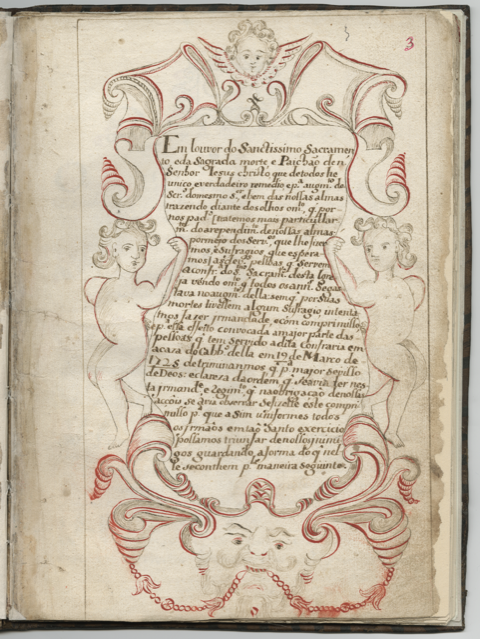
Frontispício dos estatutos da Real e Venerável Irmandade do Santíssimo Sacramento de Mafra, 1725.

As irmandades medievais agrupavam-se nas aldeias ou nos bairros. Algumas eram constituídas por membros de uma mesma profissão (corporação). Por vezes associavam-se a mosteiros, enquanto outras administravam a vida da confraria de forma autônoma. Além da função religiosa, estas associações promoviam a ajuda mútua a seus membros. Algumas irmandades dedicavam-se também a minorar o sofrimento e lutar contra a pobreza. Assim, fundaram e mantiveram casas de abrigo, hospitais e leprosários para assistência aos pobres e doentes. Outras irmandades cuidavam da manutenção de pontes e caminhos como um serviço aos viajantes e peregrinos.
Um outro tipo de irmandade, surgida no século XII, constitui as irmandades de penitentes, que congregavam de leigos casados ou solteiros, que viviam em suas próprias casas segundo um programa de vida cristão, um compromisso assumido de forma pública de dedicação a Deus. Este compromisso buscava a  união a vida ordinária com o ideal de vida evangélico. Seus membros vestiam-se de roupas simples, faziam períodos de penitência, nos quais abstinham-se de festas, teatro, danças e comprometiam-se a ter uma vida de oração regular, além de confissão e comunhão ao menos três vezes ao ano. A admissão à comunidade pressupunha a devolução de bens injustamente adquiridos e a renúncia a atividades consideradas desonestas, como a agiotagem. A procissão destas irmandades ocorria na Semana Santa.

## Ordens terceiras
As ordens terceiras estão vinculadas às ordens religiosas, sobretudo aos franciscanos, carmelitas e dominicanos.

## História das confrarias noBrasil

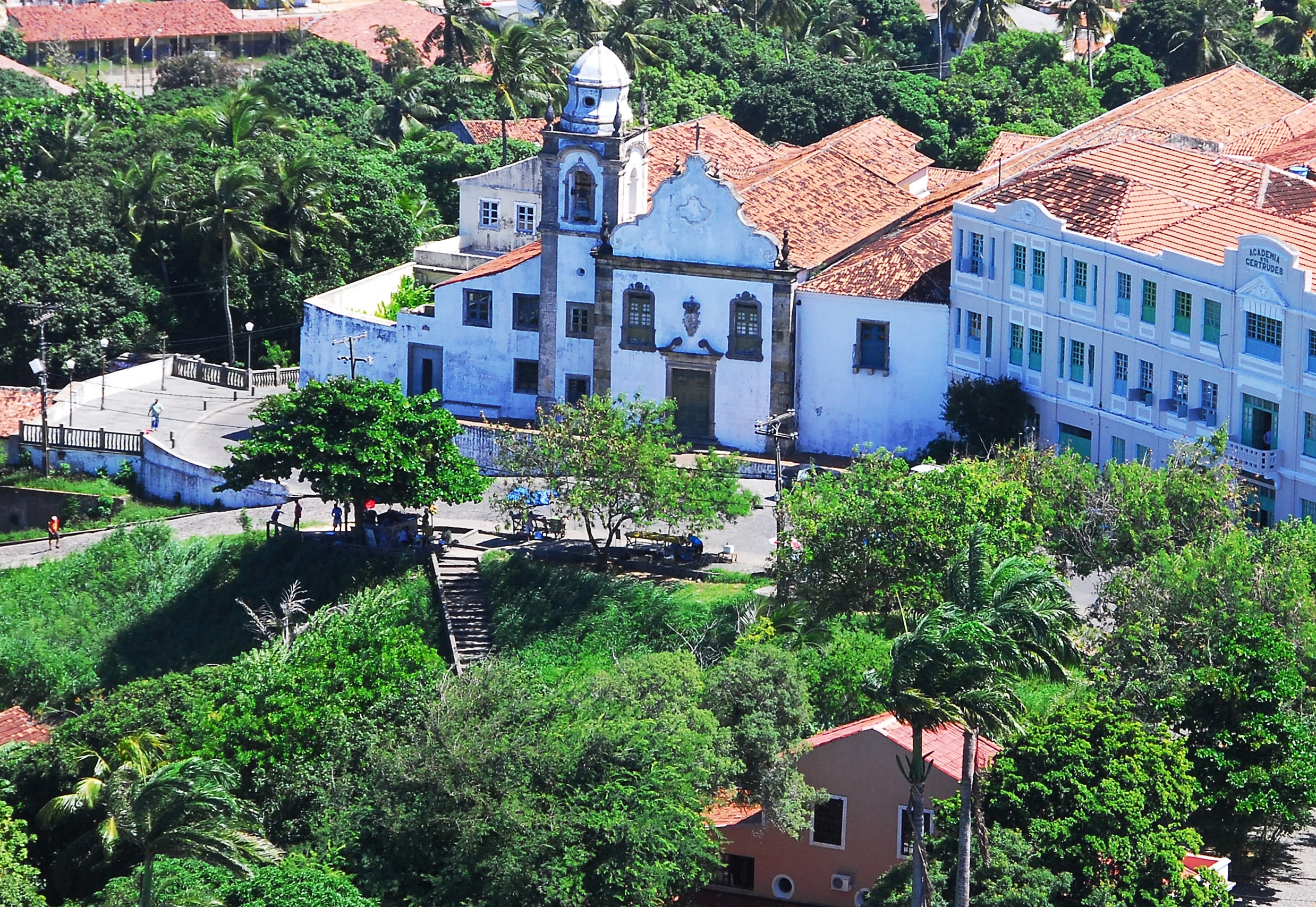
A antiga Santa Casa de Misericórdia de Olinda, primeiro hospital do Brasil, foi criada pela primeira confraria brasileira, surgida no ano de 1539.

Após o Concílio de Trento, a Igreja Católica confirmou o poder dos santos intercessores em oposição à Reforma Protestante que eliminou estas devoções. Ao mesmo tempo, na Europa, a Reforma Católica enfatizou a prática sacramental e valorizou o clero em detrimento dos leigos. Entretanto, nas colônias, devido ao regime de padroado, a Cúria Romana pouca influência teve na vida da Igreja local. Cabia ao Rei a autoridade sobre o clero secular e religioso e a construção de locais de culto.

### As irmandades brasileiras

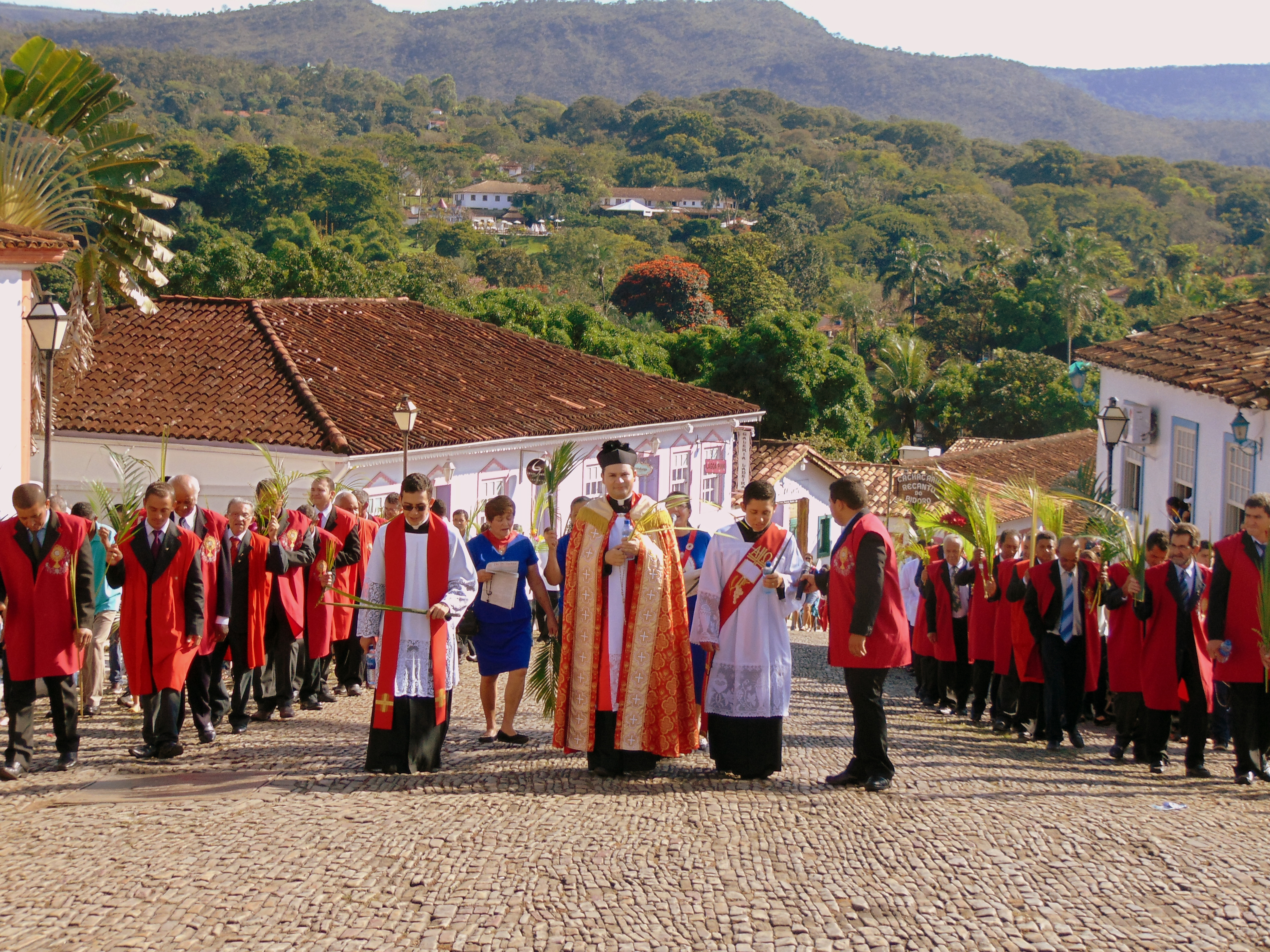
Irmandade do Santíssimo Sacramento de Pirenópolis, atuante desde 1728.

Chegando à América, as confrarias e irmandades organizaram-se de forma autônoma em relação ao clero. A primeira confraria criada no Brasil foi a Irmandade da Santa Casa de Misericórdia de Olinda, por volta de meados de 1539. No ano seguinte surgiu o primeiro hospital brasileiro, a Santa Casa de Misericórdia de Olinda, destinada a atender os enfermos dos navios dos portos e moradores das vilas e povoados. Antes de 1719, eram regulamentadas pelas Ordenações do Reino, que subordinava as confrarias às autoridades civis. Naquele ano, seria criado o primeiro arcebispado na Bahia. Como o desenvolvimento das paróquias ocorria de forma desigual e considerando o precário número de missionários, estas associações, formadas eminentemente por leigos, foram fundamentais para a propagação da fé católica ao povo que vivia na colônia. De forma distinta da Igreja católica europeia, a ênfase se dá ao aspecto devocional.
Cada irmandade tinha seu próprio estatuto ou compromisso. Ele definia as normas de funcionamento da associação e os direitos e deveres de seus membros. O estatuto deveria ser aprovado pelo rei de Portugal, como Grão-Mestre da Ordem de Cristo. A irmandade tinha autonomia para administrar seus bens, que consistiam na arrecadação aos seus associados e heranças dos congregados. A "mesa provedora" nomeava o capelão (sacerdote) da irmandade para ministrar os sacramentos, sendo este um "empregado" da confraria.

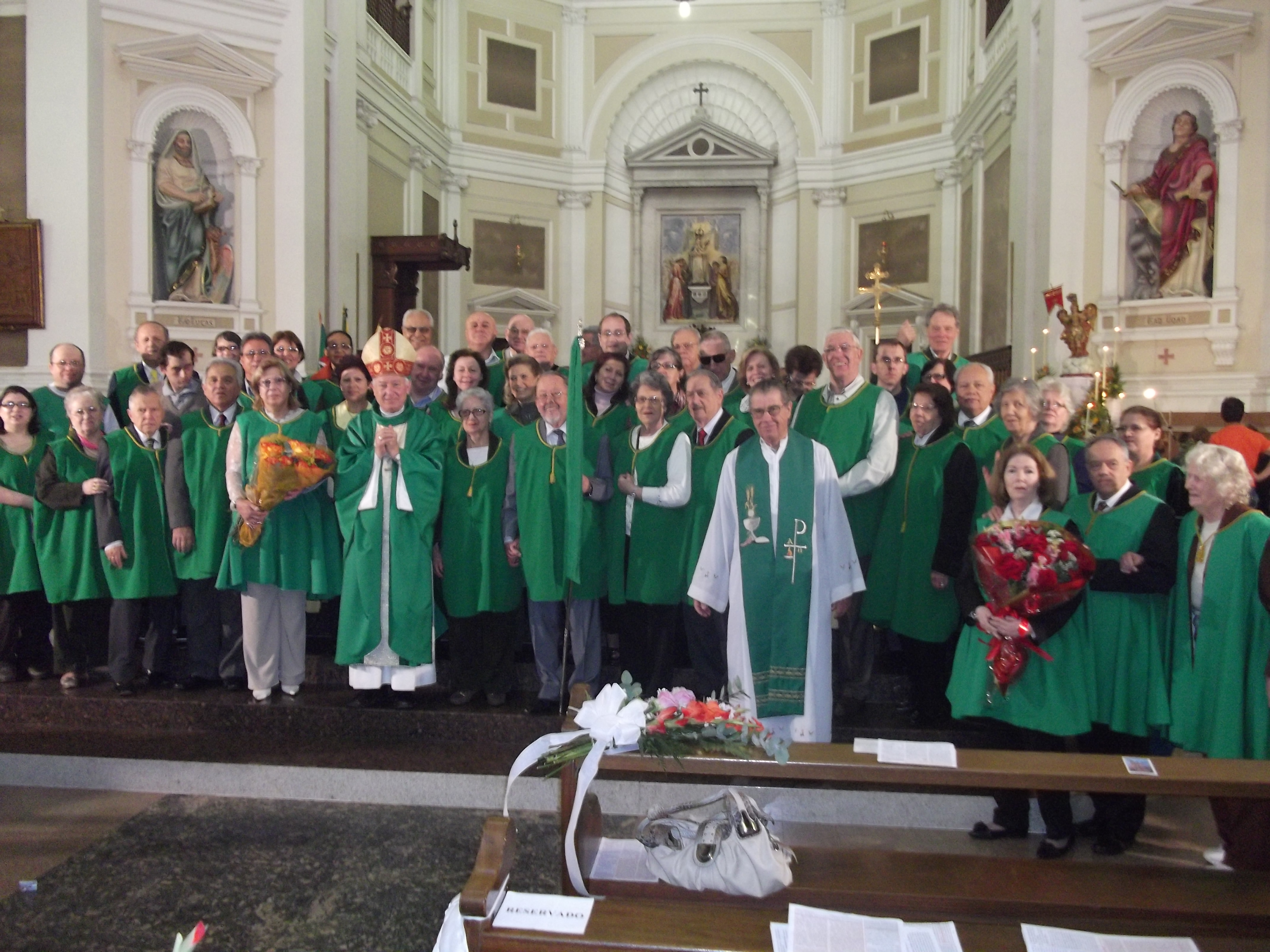
Irmandade do Arcanjo São Miguel de Almas de Porto Alegre em 2012.

Para manter o culto ao santo padroeiro da organização, era necessário ao menos um altar para a devoção. Às vezes já havia uma capela ou ermida dedicada ao santo e a função da associação era zelar por ela.  Outras vezes, as irmandades se reuniam em um pequeno oratório e a irmandade busca angariar recursos para a construção da capela. As irmandades com menos recursos contentavam-se com um altar lateral em uma igreja que já tem um santo principal.  Era comum que uma mesma igreja fosse dividida por várias irmandades.  Foi no século XVII, durante o ciclo do ouro, que as irmandades intensificaram sua organização, com construções ricas e suntuosas, principalmente a Irmandade do Santíssimo Sacramento, que nas localidades, era a mais importante.
Estas associações desempenharam um papel para além do religioso.  Seus membros criaram laços de solidariedade e ajuda mútua: promoviam sepultamentos dignos para seus membros, oravam pelas almas dos falecidos e assistiam seus órfãos e viúvas.  Era comum que um membro da irmandade designasse sua alma como herdeiro.  Assim, seus bens eram administrados pelos irmãos e garantiam a realização de missas pela alma do morto, intercedendo assim pela sua salvação no juízo final.
As festas religiosas e procissões eram um momento privilegiado de convívio social, sobretudo para as mulheres, que viviam restritas ao ambiente familiar.  As procissões eram o ponto alto para os membros das irmandades: cada uma tinha sua vestimenta, cores e estandartes que lhe davam reconhecimento interno e externo.
As confrarias desempenharam um papel importantíssimo no Brasil Colônia. Em uma sociedade instável e insegura, foram pontos de apoio para os aglomerados urbanos em surgimento. Na ausência de Estado, supriam as necessidades materiais e espirituais. Para a Metrópole, serviram como instrumento de amenizar os conflitos sociais e eximiu a Coroa dos serviços sociais necessários à população. Do ponto de vista religioso, estas instituições atuaram como financiadoras de templos e ofícios, muitas vezes eximindo a Coroa e a Igreja, unidas no padroado régio, desta função.
O período áureo destas organizações foi no Brasil Colônia e permaneceram fortes durante o Império. Foram perdendo prestígio durante a República, quando ocorreu a separação entre a Igreja e o Estado. Neste período ocorre a Romanização do catolicismo brasileiro, que, entre outras reformas, passou a valorizar mais as organizações leigas vinculadas ao clero.

### As confrarias afro-brasileiras

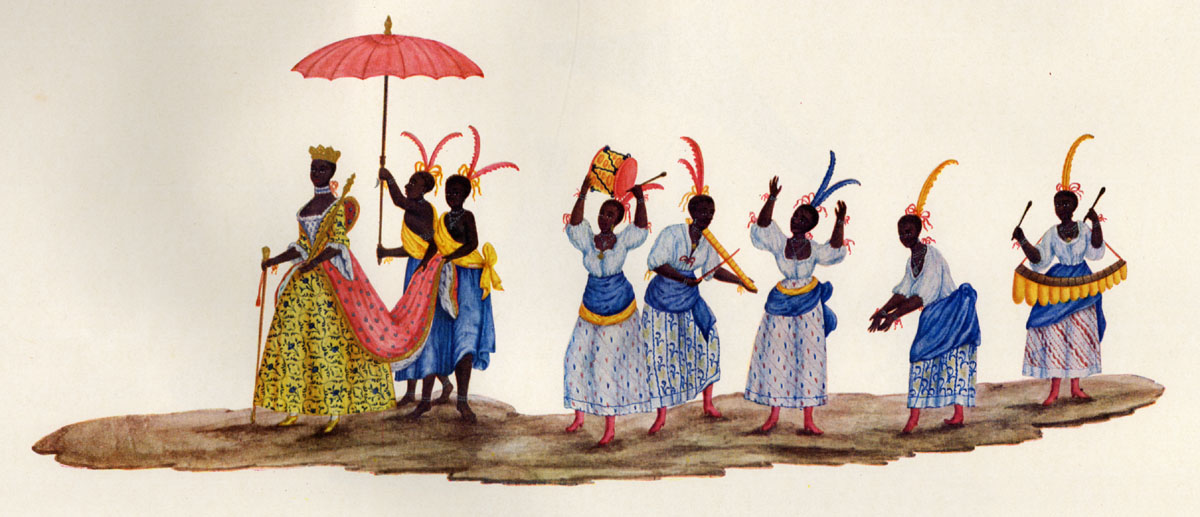
Carlos Julião. Cortejo da Rainha Negra na Festa de Reis. Aquarela colorida do livro Riscos illuminados de figurinos de brancos e negros dos uzos do Rio de Janeiro e Serro Frio.

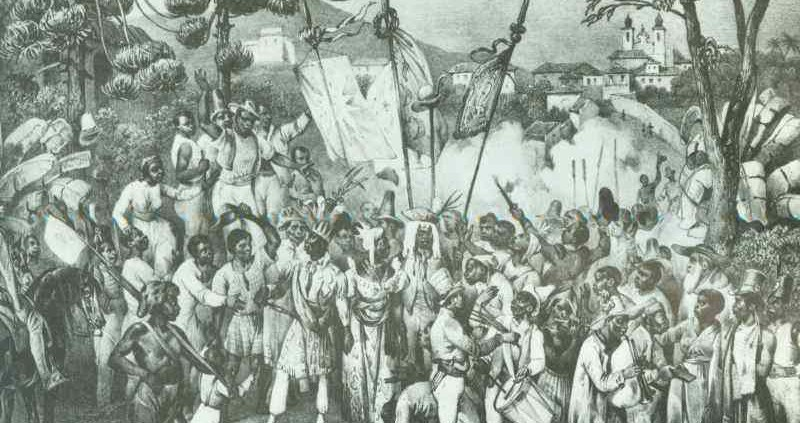
Congado em litografia de Rugendas.

Aos poucos foi sendo permitido aos escravos criarem suas próprias confrarias, mas mantendo a distinção de cor: havia as confrarias dos "homens brancos", dos "pardos" e dos "pretos".  Organizadas por grupos sociais, reproduziam a estratificação social da sociedade colonial.
As irmandades compostas por negros congregava tanto negros livres como escravos. Para a maioria, era a única forma de convívio fora do espaço de trabalho. Um traço típico da associação, além da cor da pele, era a etnia africana de origem.
Segundo alguns historiadores, as irmandades de negros surgidas no Brasil tiveram sua origem não somente na Europa, mas também na África, levadas pelos colonizadores portugueses a partir da segunda metade do século XV. Há registros de irmandades do Rosário em Angola, Moçambique e Congo desde o século XVII. Alguns autores acreditam que muitos negros já chegaram ao Brasil como irmãos do Rosário.
A possibilidade de reunir-se oficialmente em confrarias congregadas por etnia permitiu aos negros a vivência do culto africano: dentro das igrejas, veneravam os santos católicos e fora dela, seus orixás. Nas festas dos santos e santas das irmandades dos homens pretos e pardos, as tradições africanas se manifestavam. Estas associações estão na origem de tradições afro-brasileiras como o Candomblé, o maracatu e o congado.
As eleições dos reis e rainhas da irmandade eram uma ocasião de afirmação da identidade cultural e também a ocasião de arrecadar as doações para o sustento da associação.  Além do amparo que as irmandades brancas garantiam a seus associados, como assistência médica, jurídica e funeral, amparo financeiro, as irmandades de negros reservava parte de seus recursos para a compra de alforria para alguns membros.
Assim estas irmandades tiveram grande importância na história do Brasil no que se refere ao africano, às correntes favoráveis à libertação dos escravos, na administração de fundos para compra de cartas de alforria, na luta pela ocupação do espaço social, na continuidade dos valores culturais e na constituição de identidade.

## As confrarias hoje

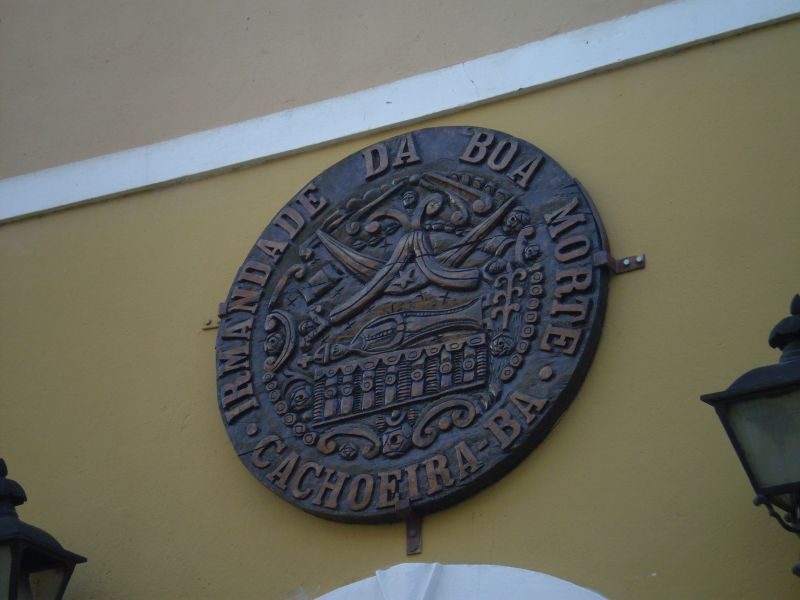
Símbolo da Irmandade da Boa Morte, de Cachoeira, no Recôncavo baiano

Estas organizações continuam atuantes com suas devoções, cerimônias e obras sociais e são reconhecidas pela Santa Sé. O Papa Bento XVI, falando a membros das mais de duas mil confrarias das regiões e dioceses da Itália em 2007, reconheceu a importância histórica do seu papel para além da devoção, sobretudo na Idade Média, "quando ainda não havia formas de assistência pública que garantissem iniciativas sociais e de saúde, para as faixas menos favorecidas da coletividade". Também exortou seus membros a: "radicados no sólido fundamento da fé em Cristo, suas beneméritas Confrarias, com a singular multiplicidade de carismas e a vitalidade eclesial que as distingue, continuem, portanto, difundindo a mensagem da salvação entre o povo, operando nas multíplices fronteiras da nova evangelização."
Em 2013, ocorreu em Roma a Jornada Mundial das Confrarias e a Piedade Popular. Durante a missa celebrada neste encontro, o Papa Francisco reafirmou a importância destas associações para a Igreja: "Ao longo dos séculos, as Irmandades têm sido uma forja de santidade para muitas pessoas, que viveram com simplicidade uma relação intensa com o Senhor. Caminhai decididamente para a santidade; não vos contenteis com uma vida cristã medíocre, mas a vossa pertença sirva de estímulo, a começar por vós mesmos, para amar mais a Jesus Cristo".
Em 2020 iniciou-se o Fórum Pan-Europeu de Irmandades e Confrarias, que se realiza anualmente, sob o patrocínio do Pontifício Conselho para a Promoção da Nova Evangelização e do Conselho das Conferências Episcopais da Europa. Esta iniciativa pretende reunir as confrarias e irmandades católicas europeias num fórum que visa encontrar respostas sobre a missão actual desses organismos no contexto europeu.